# 부하레스츠카야역
부하레스츠카야역(러시아어: Бухарестская)은 러시아 상트페테르부르크 시에 있는 상트페테르부르크 지하철 프룬젠스코 프리모르스카야 선의 역이다. 2012년 12월 28일 본 노선의 연장선으로 개통되었다. 이 역은 부하레스츠카야 프로스펙트와 살로바 프로스펙트 모퉁이 상에 위치한다.